# 翅鬼
《翅鬼》是中国东北作家双雪涛创作的一部幻想长篇小说，2011年由台湾远流出版社初版，2012年由春风文艺出版社再版。小说中讲述了一个长翅膀的种族寻找自由的故事。2011年，获华文世界电影小说奖首奖。

## 情节
翅鬼是雪国里一种生下来带着翅膀的人，他们被迫终生在井下服劳役。翅鬼萧朗不甘于这样的宿命，联络了相临井里的翅鬼“默”（此名为萧朗所起），想要赶在春天前挖通去大断谷的通道，正是断谷隔开了雪国和外面的世界——翅鬼们本来就是从那个世界迁来的。萧朗从大虫（长期陪伴“默”的一只虫子）学会了飞翔。一次从洞中飞出时，萧朗和女谷妖（翅鬼在外面世界的名称）小米撞在一起，折断了左边的翅膀。
雪国老王遇刺，新王婴野登基，直指刺客是谷妖派出。他命令翅鬼组成军队，称为翼灵军。萧朗赢得竞技做了大将军，选林寒、虎子分别做护卫和先锋。婴野亲自会见了萧朗，割断了他的翅膀。“默”认为小米就是刺客，但萧朗说老王遇刺其实是婴野自导自演，婴野想要飞翔，妒忌翅鬼。萧朗让人埋伏火鸟，大败雪国兵，婴野不顾一切想要杀死萧朗，大虫、林寒、虎子为保护他身亡，萧朗最后和小米一起坠入深谷。“默”杀死了婴野逃回故土，原来，在羽国——翅鬼们的故乡，长翅膀的才是主人。羽国轻易灭掉了雪国，雪国人重新做了奴隶。

## 分析
《翅鬼》中虚构了一个长翅膀的种族，饱受压迫但渴望自由。小说开篇写道“我的名字叫默，这个名字是从萧朗那买的”，名字代表着身份认同，和人的尊严。记住名字意味着对消失和遗忘的恐惧。作家原本在信纸上写下“井”、“峡谷”、“翅膀”、“宫殿”等词，最后“名字”这个词给了他写下去的灵感。作者后来在再版序言中说，这是他笔下最满意的开头。
《翅鬼》在某种意义上，是作者童年经验的投射。像双雪涛其他作品里的许多小人物一样，“翅鬼”们都是无父无母的弃儿，但亲情的缺失却给人物的行为提供了动机。正是这种处境，才给他们提供了反抗意志和内部团结，并最终导致雪国的覆灭。